# Непрощённая (фильм, 2021)
«Непрощённая» (англ. The Unforgivable) — художественный фильм-триллер американского режиссёра Норы Фингшайдт с Сандрой Буллок в главной роли, снятый на основе одноимённого британского мини-сериала 2009 года. Его премьера состоялась 10 декабря 2021 года на Netflix. Фильм получил противоречивые отзывы критиков.

## Сюжет
Главная героиня фильма, Рут Слейтер, выходит на свободу по УДО, отсидев 20 лет за убийство шерифа. Она находит работу на рыбном заводе и на строительстве социального центра, но её главная цель — найти сестру Кейти, которую удочерили посторонние люди. Благодаря помощи адвоката она встречается с приёмными родителями Кейти, но те говорят, что их дочь не помнит сестру и что письма Рут до неё не дошли. Тем временем сыновья убитого шерифа Кит и Стив думают, как отомстить Рут за отца.
На рыбном заводе знаки внимания главной героине оказывает её коллега Блейк. Узнав, что Рут недавно освободилась, он теряется и не знает, что сказать. Позже выясняется, что он тоже на УДО, а значит, ему и Рут нельзя общаться. Сводная сестра Кейти Эмили находит письма Рут и читает их, а потом звонит Рут и договаривается о встрече. За ними наблюдает Стив. Решив, что Эмили и есть сестра Рут, он похищает её, планируя наказать убийцу отца, лишив её в свою очередь родного человека. Жена адвоката привозит Рут туда, где Стив держит Эмили, и вызывает полицию. К этому времени благодаря флэшбекам становится ясно, что Рут не преступница: шерифа застрелила пятилетняя Кейти, тут же забывшая об этом.
Главной героине удаётся уговорить Стива не стрелять. Она освобождает Эмили и выходит следом за ней к подоспевшему спецназу. В финале приехавшая за Эмили Кейти впервые за 20 лет видит Рут и обнимает её.

## В ролях
- Сандра Буллок — Рут Слейтер
- Винсент Д’Онофрио — Джон Ингрэм
- Джон Бернтал — Блейк
- Ричард Томас — Майкл Малькольм
- Линда Эмонд — Рэйчел Малкольм
- Эшлинг Франчози — Кэтрин Малькольм
- Роб Морган — Винсент Кросс
- Виола Дэвис — Лиз Ингрэм
- Эмма Нельсон — Эмили Малькольм
- Уилл Пуллен — Стив Уилан
- Том Гайри — Кит Уилан
- Джессика Маклеод — Ханна Уилан
- Эндрю Френсис — Кори
- У. Эрл Браун — Мак Уилан

## Производство и релиз
В августе 2010 года стало известно, что Грэм Кинг намерен продюсировать через свою компанию GK Films полнометражный ремейк британского мини-сериала «Непрощённая». Кристофер Маккуорри должен был написать сценарий, главная роль предназначалась для Анджелины Джоли. В ноябре 2011 года Кинг начал в качестве сценариста и режиссёра Скотта Фрэнка, но в июне 2013 года его всё же сменил Маккуорри, ставший ещё и сопродюсером.
В ноябре 2019 года главную роль в фильме получила Сандра Буллок. Она стала и продюсером проекта (через свою компанию Fortis Films) наряду с Вероникой Феррес (компания Construction Film). Нора Фингшайдт заняла режиссёрское кресло, дистрибьютором стал Netflix. В декабре того же года к касту присоединились Виола Дэвис, Эшлинг Франчиози и Роб Морган, в феврале 2020 — Винсент Д’Онофрио, Джон Бернтал, Ричард Томас, Линда Эмонд и Эмма Нельсон. Музыку написали Ханс Циммер и Дэвид Флеминг.
Съёмки начались 3 февраля 2020 года в канадском Ванкувере. Из-за приостановки, связанной с пандемией, они закончились не в апреле, а в октябре. «Непрощённая» стала одним из первых проектов Netflix, съемки которого проходили в производственном центре Metro Vancouver.
Премьера картины состоялась 10 декабря 2021 года на Netflix.

## Оценки
На сайте-агрегаторе отзывов Rotten Tomatoes «Непрощённая» получила рейтинг 38 % со средней оценкой 5/10. По мнению рецензентов с этого ресурса, отличная актёрская работа Сандры Буллок контрастирует с надуманностью и «безжалостной мрачностью» сценария. На сайте Metacritic фильм получил 41 балл из 100, что означает «смешанные или средние отзывы».
Обозреватель «Киноафиши» отметил, что создатели фильма в целом бережно отнеслись к материалу из британского первоисточника, только «чуть подрезав детали». По мнению критика, режиссёр «старательно обходит острые углы, грамотно балансируя между жанрами и драматично-детективной эстетикой», но фильм «с самого начала страдает от хаотичного повествования, обусловленного не вполне оправданной тактикой „нервного“ монтажа». Игра Буллок в этой рецензии оценивается невысоко в отличие от работ Виолы Дэвис, Винсента Д’Онофрио и Джона Бернтала.
Гульназ Давлетшина с «Фильм.ру» считает, что даже «актёрская мощь» Буллок «не в силах вытянуть проект из хаотичного нагромождения элементов, на которых строится сюжет». По мнению рецензентов, в картине слишком много разнородных сюжетных линий. «В этом переплетении героев ключевая, казалось бы, мысль „есть ли жизнь после тюрьмы?“ рассеивается, и вместо нее приходит посыл о безусловном прощении. Такая нагрузка была бы вполне уместной, будь „Непрощённая“ мини-сериалом, но за неполных два часа просмотр оказывается до боли утомительным. Этот фильм мог стать высказыванием о том, как американское общество избегает осужденных, но вместо того, чтобы углубиться в тему, создатели предпочитают сойти с намеченной тропы и собрать воедино обилие конфликтов».